# CapCut
CapCut es una aplicación de edición de vídeos cortos desarrollada por ByteDance. También es conocido como JianYing en China y ViaMaker de forma internacional.
La aplicación fue lanzada por primera vez en China en 2019 y estuvo disponible inicialmente para iPhone y Android. En 2020, pasó a llamarse CapCut (anteriormente ViaMaker a nivel global) y estuvo disponible a nivel internacional. Más tarde se amplió para incluir versiones web y de escritorio para los sistemas operativos Mac y Windows.
En el año 2022, CapCut alcanzó 200 millones de usuarios activos. Según The Wall Street Journal, consiguió ser la segunda aplicación más descargada en los Estados Unidos en marzo del 2023, justo detrás de Temu. Actualmente, la aplicación cuenta con más de mil millones de descargas en Google Play Store.

## Prestaciones
La versión gratuita de CapCut dispone de múltiples herramientas, incluidas aquellas opciones de velocidad para ajustar la duración de los clips.  La herramienta Subtítulos Automáticos puede ser usada para generar subtítulos que pueden ser usados en la aplicación. En recientes versiones de CapCut ya no es una herramienta gratuita.
Pese a estar limitada a la edición de vídeo sobre una sola capa, CapCut permite el uso de herramientas básicas como la separación de segmentos de vídeo o el uso de Inteligencia artificial para la automatización de varios procesos de edición.
La aplicación también permite el uso de diferentes efectos visuales y recursos gráficos, así como filtros de imágenes para sus proyectos. Cuenta también con un sistema de guardado y exportación de ediciones finalizadas para poder ser publicadas en redes sociales.
CapCut también cuenta con un plan de pago denominado CapCut Pro 

## Controversias
Desde finales del 2023, CapCut comenzó a distribuir una suscripción dentro de la aplicación denominada CapCut Pro, que fue considerada por su audiencia como bastante costosa. En octubre del 2024, CapCut pasó varias herramientas que anteriormente eran gratuitas al plan Pro, requiriendo a los usuarios pagar para continuar usándolas. Este suceso causó controversia en los usuarios de CapCut, llegando incluso a dejar de ser considerada como «gratuita» por sus usuarios.

### Las prohibiciones gubernamentales
El gobierno indio vetó el uso de CapCut en su país por considerarlo como un peligro para la privacidad de sus usuarios y por haber sido creada por ByteDance, también creadora de TikTok.